# Вебер Володимир Володимирович
Володимир Володимирович Вебер (рос. Владимир Владимирович Вебер; нар. 20 липня 1941, Омськ, РРФСР) — радянський футболіст та молдавський тренер російського походження. Майстер спорту СРСР.

## Кар'єра гравця
В 1960 році розпочав дорослу кар'єру в місцевому клубі «Іртиш» (Омськ). В 1962 році перейшов до клубу «Молдова» (Кишинів). Потім захищав кольори українських клубів «Зірка» (Кіровоград) і «Кривбас». Влітку 1968 він повернувся до Молдови, де виступав у тираспольському «Дністрі». В 1970—1971 роках виступав у складі южносахалінського «Сахаліна». Потім повернувся в кишинівське «Динамо». Кар'єру гравця завершив у 1973 році в складі нікопольської «Сільгосптехніки».

## Кар'єра тренера
У 1974 році розпочав тренерську кар'єру в нікопольському «Колосі». В 1976 році розпочав працювати помічником головного тренера в клубі «Сперанца» (Дрочія), а вже наступного сезону став головним тренером цього клубу. В 1978 році повернувся до нікопольського «Колоса», в якому на різних посадах пропрацював до 1982 року. З 1983 по 1984 роки працював технічним директором клубу «Ністру» (Кишинів), після чого знову повернувся до нікопольського «Колоса». Навесні 1989 року працював помічником головного тренера в клубі «Суднобудівник», потім працював у молдовських клубах «Політехніка» (Кишинів) та «Тилігул-Тирас». У 1992 році виїхав за кордон, працював головним тренером олімпійської збірної Сирії та помічником головного тренера національної збірної Сирії. Потім працював головним тренером в сирійському «Аль-Іттіхад» (Алеппо) та ліванському «Раїд» (Триполі). Влітку 1994 року повернувся до Молдови, де керував «Ністру» (Атаки) та «Торентулом». З липня по вересень 1996 року працював на посаді головного тренера в українському клубі «Хімік» (Житомир), починаючи з 1997 року тренував клуб «Рома» (Бєльці). З 1998 року він працював помічником головного тренера в «Зімбру» (Кишинів), а в серпні 2001 року став головним тренером цього клубу. З 2002 по 2010 рік працював на різних посадах в одеському «Чорноморці». З 2010 року працював на посадах тренера воротарів та головного тренера в клубі «Мілсамі» (Оргеєв). З 12 червня 2014 року працював консультантом з управлінням клубу при президенті «Мілсамі».

## Досягнення

### Як тренера
- Кубок Молдови
  -  Володар (1): 2012
- Суперкубок Молдови
  -  Володар (1): 2012

### Індивідуальні
- Майстер спорту СРСР[4]